# Virtueller Marktplatz
Ein virtueller Marktplatz, auch elektronischer Marktplatz (EMP), ist ein Begriff aus dem Bereich des E-Business. Er stellt einen virtuellen Ort/Marktraum innerhalb eines übergeordneten Datennetzes dar, innerhalb dessen virtuelle Geschäftstransaktionen durchgeführt werden, die mit Hilfe informationsorientierter Wertschöpfungsaktivitäten zu jedem Zeitpunkt des Koordinationsprozesses vom Marktplatzbetreiber (als dritte Instanz) unterstützt werden können. Virtuelle Marktplätze sind besonders im B2B- (siehe auch E-Procurement) und C2C-Bereich üblich. Ein prominentes Beispiel aus dem C2C-Bereich ist eBay. Auch der Onlinehändler Amazon ist ein Marktplatz. Experten gehen heute davon aus, dass der Umsatz der Marktplatzhändler auf Amazon mittlerweile größer ist als der Amazon-eigene Umsatz. Eine Vielzahl von EMPs im Bereich des B2B findet sich mittlerweile in der Automobilindustrie. Ein Online-Marktplatz ist ein Onlinedienst, der es Benutzern ermöglicht, durch die Nutzung einer Webanwendung oder einer mobiler App, Fernabsatzverträge mit anderen Unternehmern (B2B) oder Verbrauchern (B2C) abzuschließen (§ 312l Abs. 3 des Bürgerlichen Gesetzbuches).
Der Marktplatzbetreiber erfüllt eine Übersichtsfunktion, koordiniert Verbundeffekte (siehe Synergie, economies of scope) und führt das Angebot und die Nachfrage in qualitativer und quantitativer Weise zusammen. Economies of scope ergeben sich nicht nur zwischen den beteiligten Transaktionspartnern, sondern zwischen allen angeschlossenen Akteuren. Der Betreiber des virtuellen Marktplatzes übernimmt dabei die technische Abwicklung. Die Bedingung für die Teilnahme sind kompatible Schnittstellen bei allen, bzw. für alle Marktplatzpartizipanten. Durch die angebotenen Leistungen werden die Beschaffungsprozesse infolge von Internettechnologien durchgängig unterstützt. Indem die manuellen Beschaffungsprozesse automatisiert und der Zulieferprozess rationalisiert werden, verringern sich die Kosten der Beschaffungsprozesse. Die Leistungen eines virtuellen Marktplatzes können von der Bedarfsdeckung und dem Zuliefermanagement bis hin zur Produktentwicklung reichen.
Die Elemente von elektronischen Marktplätzen sind dabei technischer und betriebswirtschaftlicher Natur, - technische Elemente sind unter anderem Suchfunktionen, Verschlüsselungen; betriebswirtschaftliche sind Katalog- und Matching-Systeme, Auktionen, Ausschreibungen, Informationsbörsen, Finanz- und Logistikdienstleistungen.

## Marktplätze, Plattformen und Portale
Wichtig für die Einordnung eines Marktplatzes ist das Kriterium, dass auf ihm eine Kommunikation zwischen vielen Anbietern und Nachfragern (Polypol; n:1:m) stattfindet. Im Gegensatz dazu verstehen sich reine Einkaufsplattformen als eine Kommunikation zwischen einem, bzw. wenigen Nachfragern und vielen Anbietern (Oligopson; 1(n):m - Peer-to-Peer). E-Procurement-Systeme/ Einkaufsplattformen sehen ihren Nutzen in der Effizienzsteigerung von Beschaffungsprozessen durch die elektronische Unterstützung, Marktplätze dagegen in Netzwerkeffekten entlang der gesamten Wertschöpfungskette.
Eine in der Praxis nur schwer durchzuhaltende, theoretische Unterscheidung zwischen Marktplätzen und Portalen bezieht sich auf die Abgrenzung von Funktionen und Zielsetzungen. Portale definieren sich mit dem Ziel der Geschäftsanbahnung durch die Informationsbereitstellung für die Benutzer. Marktplätze hingegen konzentrieren sich auf eine ganzheitliche Abwicklung sowie Bündelung von Einkaufs-, Produktions- und Absatzprozessen.
Vielfach beobachtet man jedoch eine verschwimmende Darstellung der Begriffe. Mitunter besteht die Möglichkeit zur Portallösung innerhalb eines Marktplatzes. Der Marktplatz bietet dabei den virtuellen und technischen Raum für mehrere eigenständige Portale innerhalb von jenem, die über die Infrastruktur des Marktplatzes zu erreichen sind. Jedes Portal kann dabei seine eigenen anwenderspezifischen Ausprägungen und Applikationen haben und ist ein „kleiner“ Marktplatz in sich. Für Endkunden werden zunehmend Shopping-Apps angeboten, mit denen mit mobilen Geräten gezielt in bestimmten Marktplätzen online eingekauft werden kann.
Im Aufbau derartiger Prozessportale können weiterhin inner- und überbetriebliche Applikationen verbunden werden. Eine einheitliche Informationsarchitektur dient der Kommunikation des OEM mit den Lieferanten, Endkunden und Mitarbeitern. Die innerbetriebliche Integration fungiert als konzernweites Mitarbeiterportal, wogegen die überbetriebliche Integration die Prozesse mit Kunden und Lieferanten über eine kollaborale Infrastruktur miteinander verbinden soll. Dafür werden alle Bereiche, die auf der Basis einer Zusammenarbeit aufgebaut sind, in das Portal integriert.

## Betreiber von Marktplätzen
Marktplätze können anhand der Unternehmen, die den Marktplatz initiieren, aus drei verschiedenen Seiten beschrieben werden. Wie bei allen elektronischen Geschäftsmodellen, die Handelsbeziehungen unterstützen, sind dies Buy-Side-, Sell-Side- und neutrale Marktplätze. Die Betreiberstruktur hat einen wesentlichen Einfluss auf die Strategie und die Ziele des Marktplatzes im Hinblick auf die Marktakteure. Weiterhin spielen kompetitive Beziehungen bei mehreren Betreibern eine Rolle.
Ein Buy-Side-Marktplatz wird von einem oder wenigen konzentrierten Nachfragern organisiert. Seine vorrangige Zielsetzung besteht darin, durch eine stärkere Bindung der Zulieferer an die Einkäufer Rationalisierungspotenziale bei Material- und Transaktionskosten wahrzunehmen und Just-in-time-Produktionen sowie On-Demand-Prozesse näher in den Fokus zu rücken. Der Vorteil liegt in einem verteilten Risiko, einer starken Nachfrage und einer dadurch induzierten Marktmacht. Das hohe Nachfragepotenzial macht diese „Sache“ für die Zulieferer attraktiv. Ausprägungen können vorliegen in Form von privaten Marktplätzen, als von einem OEM oder Konzern initiierte Lösung oder in Form von Beschaffungsnetzwerken mehrerer großer OEMs oder Einkaufskonsortien. In den meisten Fällen sind diese Plattformen oder Portale hinter eigenen Firewalls der Einkäufer oder eines Dienstleisters gehostet. Probleme beim Betrieb derartiger Märkte können kartellrechtlicher Natur sein, aufgrund der hohen Nachfragemacht.
Sell-side-solutions werden initiiert durch einen oder wenige Verkäufer, die sich durch dominante Stellungen in fragmentierten Märkten auszeichnen. Diese Anbieter arbeiten vielfach mit dem Ziel, ein Pendant zu Marktplatzlösungen ihrer Kunden zu schaffen, um einerseits über eine intensive Kundenbindung hohe Umsätze zu erzielen und anderseits nicht Gefahr zu laufen, durch die Lösungen ihrer Kunden ausgepresst und kontrolliert zu werden.
Neutrale Marktplätze, auch Third Parties genannt, zeichnen sich aus durch ihre Unabhängigkeit gegenüber Ein- und Verkäufern. Entgegen Buy-Side- oder Sell-Side-Lösungen müssen sie mit einer höheren unsicheren Erwartung gegenüber ihrem „überlebenssichernden“ finanziellen Erfolg (kritische Masse) rechnen, da sie nur durch sich selbst getragen werden und anfangs kein finanzielles Potenzial vorweisen können, wie es bei den anderen beiden vielfach der Fall ist. Aus diesem Grund liegt der Erfolg neutraler Marktplätze nur in den Regionen, in denen Einkäufer und Verkäufer in gleichem Maße stark fragmentiert sind und es keine einseitig konzentrierte Partei gibt, die die Marktposition anderer Teilnehmer gefährdet. Die Folge wäre Abwanderung, Initiierung eigener Lösungen oder gar keine Teilnahme am Geschäftsverkehr über einen Marktplatz seitens der schwächeren Partei. Weiterhin bedürfen neutrale Lösungen von Anfang an einer engen Zusammenarbeit mit etablierten Unternehmen auf Käufer- und Verkäuferseite, zwischen denen bereits Geschäftsbeziehungen bestehen. Der Grund ist, dass die Zulieferer bereits vielfach etablierte Verkaufskanäle zu ihren Kunden unterhalten, die sie ungern für die Teilnahmen an einem Marktplatz aufgeben, der ihnen diese Kanäle nicht bietet.

## Differenzierungen elektronischer Marktplätze

### Horizontale und vertikale Ausrichtungen
Vertikale Marktplätze sind auf die speziellen Bedürfnisse der einzelnen Branche/Industrie ausgerichtet und werden auch als industriebasiert oder branchenspezifisch bezeichnet. Ihre Basis ist oftmals die Zusammenführung fragmentierter Teilmärkte. Auch hier ist das Ziel die Unterstützung der gesamten Wertschöpfung einer Lieferkette, jedoch in Form einer Spezialisierung des Marktplatzes auf die anvisierte Branche.
Produkte, Dienstleistungen etc., die über mehr als eine Branche hinweg gehandelt und nachgefragt werden, aber meist nicht besonders in die Tiefe gehen, finden sich vorrangig auf horizontalen Marktplätzen. Der Schwerpunkt liegt in der Beschaffung branchenunabhängiger Produkte wie C-Teilen (Ersatzteile, Büroartikel etc.) und MRO-Gütern. Das entscheidende Kriterium ist die effiziente Abwicklung branchenübergreifender Beschaffungsprozesse, bei einer Differenzierung von Preis und Angebotsvielfalt und dadurch induzierten Prozesskosteneinsparungen.

### Geschlossene und offene elektronische Marktplätze
In geschlossenen Systemen sind die Nutzer vorrangig daran interessiert, ihre bestehenden Lieferanten mittel- bis langfristig an sich zu binden, anstatt einen neuen Lieferantenkreis zu erschließen. Im Mittelpunkt stehen eher Kommunikationszwecke und weniger die Integration von Fulfillment-Leistungen.
Offene Marktplatzsysteme legen den Fokus auf eine Anbindung möglichst vieler Teilnehmer. Dabei ist der Bedarf an integrierten Zusatzdienstleistungen neben den gängigen Angeboten der EMPs sehr hoch, da sich die Marktplatzteilnehmer oftmals nicht kennen und so eine erhöhte Nachfrage nach Risk-Management und Finanzdienstleistungen besteht. Offene Marktplätze sollen vorrangig neben der reinen Bestellabwicklung eine Konkurrenzsituation zwischen den Verkäufern erstellen, die innerhalb eines Preiskampfes dem Käufer den bestmöglichen Preis offerieren. Weiterhin bietet sich den Käufern die Möglichkeit, neue Anbieter zu finden. Jeder Anbieter oder Nachfrager, der sich an die mit dem System verbundenen Regeln hält, hat die Möglichkeit des Zutritts. Das Angebot kann sowohl branchenorientiert als auch branchenübergreifend sein. Neben den Kosten wie bei geschlossenen Systemen kommen hierbei vielfach noch weitere Kosten für transaktionsbezogene Gebühren sowie Gebühren für die Plattformbenutzung hinzu.

### Zentrale und dezentrale Marktplätze
Die Unterscheidung nach zentralen und dezentralen Marktplätzen leitet sich an ihrer Organisation ab. Während zentrale Marktplätze auf einem zentralen Rechnersystem basieren, erlauben dezentrale Strukturen sowohl dezentrale Datenhaltungen als auch eine dezentrale Intelligenz. Die Pflege der dezentralen Systemmodule erfolgt durch die Marktteilnehmer und weniger durch den Marktplatzbetreiber. Verhandlungen und Preisbildung finden in einem dezentralen Markt multilateral statt, durch individuelle Kommunikation der Teilnehmer. Dezentrale elektronische Märkte haben den Vorteil, dass keine redundante Datenhaltung erforderlich ist und die dem Marktplatz zur Verfügung gestellten Daten aktuell sind. Das zentrale Erscheinungsbild verknüpft entweder einzelne Rechnernetzwerke oder, wie im Fall von Covisint, ganze Portale. Bei zentral koordinierten Märkten bilden sich die Preise direkt durch entsprechende Mechanismen oder sind vollständig automatisiert. Alle für die Marktpreisbildung notwendigen Informationen stehen dem Marktteilnehmer zur Verfügung. Mit zentralen elektronischen Märkten können Markttransparenz und Preisfindung vereinfacht werden.

### Kern-, Material- und Spezialmarktplätze
Kernmarktplätze sind zu 100 % auf die Bedürfnisse der Industrie ausgerichtet und basieren auf langfristig ausgerichteten Geschäftsbeziehungen mit Rahmenvertragsabkommen und Entwicklungspartnerschaften. Sie zeichnen sich durch eine Vielzahl von Funktionen, Tools und Anwendungsprogrammen aus. Materialmarktplätze hingegen sind für verschiedene Industriebereiche von Relevanz. In der Automobilindustrie z. B. sind sie für die Abbildung von Beschaffungsprozessen für wichtige Rohstoffe und Materialgruppen wie Metall, Kunststoff und Elektronik verantwortlich. Auch hierbei gibt es Rahmenverträge, aber auch Spot-Einkäufe. Spezial-Marktplätze wiederum zeichnen sich aus durch unregelmäßige Angebote und Nachfragen von Leistungen, bei denen es sich vor allem um Anlagegüter und Maschinen- bzw. Fertigungskapazitäten handelt.

## Formen der Preisfindung und Transaktionsallokationen

### Auktionen
Auktionen dienen der Preisermittlung von standardisierten (DIN-, Normteilen; C-Teile) als auch unregelmäßig gehandelten, nicht standardisierten Gütern, über einen stufenartigen Bietprozess. Dieser Bietprozess kann je nachdem, ob die Auktion vom Käufer oder Verkäufer initiiert wird, in Richtung des höchsten Preises „ausgefochten“ werden (Forward Auction) oder aber in Richtung des niedrigsten Preises. In den meisten Plattformen haben sich mittlerweile die sogenannten E-Reverse Auctions etabliert.

### Direkte Preisverhandlungen
Auf der Basis von standardisierten Verhandlungen werden Preise direkt zwischen dem Käufer und Verkäufer ausgehandelt. Der Vorteil liegt hier in der Standardisierung der Onlineabwicklung. Gehandelt werden vielfach strategische, unregelmäßige, nicht-standardisierte Produkte und Güter mit einer höheren Komplexität. In den meisten Fällen können diese Produkte nur von wenigen Zulieferern bezogen werden und bedürfen eines umfassenden Bestell- und Verhandlungsvorgangs.

### Katalogmanagement
Das Katalogmanagement versteht sich als die Verwaltung sowie die geordnete und strukturierte Darstellung von elektronischen Produktkatalogen und der zugehörigen Daten und dient der Unterstützung des systematischen Einkaufs von standardisierten Produktionsgütern für ganz spezifische Branchen. Die Preisfindung erfolgt über Einheitspreise. Wesentliche Schritte im Katalogmanagement sind die Prüfung und Freigabe der vom Lieferanten übermittelten Kataloge und die Weiterleitung in die unternehmensinternen Beschaffungssysteme. Dort wird das Material von den Mitarbeitern des Unternehmens direkt bestellt. Die produktbezogenen Kataloge (mitunter aller teilnehmenden Unternehmen) können als Intermediär-Side-Katalog zentral in einem EMP zusammengefügt und hinterlegt werden. Der Fokus dieser Lösung liegt auf der Automatisierung des Bestellvorgangs. Bündelungen von Nachfragen werden erleichtert und Einkaufsgenossenschaften ermöglicht. Kosteneinsparungen werden größtenteils durch die Eliminierung eines Zwischenhändlers realisiert. Ein wesentlicher Effekt und Vorteil für Käufer und Verkäufer ist die technische und semantische Standardisierung von Katalogen, da dies eine effiziente und effektive Kopplung mit den unternehmensinternen Warenwirtschaftssystemen erlaubt.
Voraussetzung für die reibungslose Funktion des Katalogmanagements sind eine ständige Aktualisierung und die Abbildung der Mandantenfähigkeit. Gängige Formate für Kataloge sind beispielsweise BMEcat, xCBL und cXML.
Wie Auktionen erlauben auch Kataloge die sogenannten Spontankäufe (Spot-Buying) bei einem Real-Time-Angebot von vielen Anbietern. In diesem Rahmen spricht man auch vom Maverick-Buying.

### Börsen und Online-Exchanges
Börsen, als der in der Preisfindungsevolution am höchsten angesiedelte Mechanismus, arbeiten als ein Koordinationsmechanismus zwischen Angebot und Nachfrage und werden oftmals auch als Online-Exchanges bezeichnet. Gebote werden von den Käufern auf dem EMP abgelegt und nicht direkt beim Verkäufer abgegeben. Der EMP, der dabei als eine Art Zwischenhändler fungiert, leitet die Angebote dann weiter. Der Grund für diese Art der Preisfindung ist oftmals eine gewünschte Anonymität der handelnden Parteien, denn die Identität des Käufers kann Rückschlüsse auf die Solvenz erlauben oder strategische Informationen enthalten. Gehandelt werden größtenteils standardisierte Waren. Zu finden sind Börsen in vielen Fällen auf vertikalen EMPs.

## Regulierung
Zum Schutz der Unternehmen und Verbraucher, die Plattformen nutzen, ist von der Europäischen Union eine Verordnung verabschiedet worden, um Fairness und Transparenz von Online-Vermittlungsdiensten und Online-Suchmaschinen zu fördern; die Verordnung gilt seit dem 12. Juli 2020.